# Rouhollah Khaleghi
Rouhollah Khaleghi, né en 1906 à Kerman et mort le 12 novembre 1965 à Salzbourg, est un musicien, compositeur et chef d'orchestre iranien. 

## Biographie
Dès son enfance, il est attiré par la musique. Il apprend à jouer le târ, malgré l'opposition de son père. À 17 ans, son père l'autorise à apprendre le violon. Il est parmi les premiers élèves de l'Institut de Musique de Téhéran (Honarestan-e musiqi).   
En parallèle, il continue ses études à l'École Normale de Téhéran.  
Khaleghi fût élève et disciple du colonel Ali-Naqi Vaziri (en), maître de la musique iranienne au XXe siècle.  

### Musique

#### Organismes
Khaleghi fonde :  
- En 1946,  l'association de la musique d'Iran (Anjoman-e Moussighi-ye Iran) ;
- En 1949, l'Institut National de la Musique dont il devient le président.

#### Radio
À la radio, il devient chef d'orchestre du programme Gol Ha (« Les fleurs »). Gol Ha était constitué de cinq catégories de programmes de musique classique iranienne : 
- Gol hā-ye rangārang (« les fleurs variées »), musique iranienne savante ;
- Gol hā-ye vahshi (« les fleurs sauvages ») pour promouvoir les musiques régionales ;
- Gol hā-ye javidane (« les fleurs éternelles ») pour promouvoir la littérature iranienne ; chaque pièce de cette catégorie était accompagnée d'une présentation du poète dont le poème était utilisé comme paroles du morceau présenté ;
- Gol-e sabz (« fleur verte »), morceau relativement court ;
- Yek Chakheh Gol (« une branche de fleur ») chant et musique sans présentation de poètes anciens ou contemporains.

### Travaux
Khaleghi a écrit deux livres en dehors de ses créations musicales et des cours qu'il donnait à l'Institut national de la musique :  
- Nazari beh musiqi Iran (« Une vue sur la musique iranienne »), en 2 volumes ;
- Hamahangui-e Musiqi (« Harmonie de la musique »).

Le nom de Khaleghi reste indissociable de l'hymne Ey Iran dont il fut le compositeur de la musique. Les paroles sont de Gol-Golāb. 
Khaleghi décède en 1965 après avoir œuvré pour la mise en place de méthodes d'enseignement de la musique dans son pays.
Parmi ses disciples, on compte Djalal Zolfonun.

## Sources
- (fa) Mostafa Alamouti, Namdaran-e Moasser-e Iran, vol. 2, Book Press, London.